# Niko 2: Flygarbröderna
Niko 2: Flygarbröderna (finska: Niko 2 – Lentäjäveljekset) är en finsk 3D-animerad långfilm från 2012. Filmen är en uppföljare till Niko – på väg mot stjärnorna.

## Handling
Medan hennes far alltid reser genom himlen vid tomtens brigad vill den lilla renen Niko att hans föräldrar ska träffas och äntligen bli en nära familj. Men hennes mamma har en överraskning: hon träffade Lenni, en ren som har en son som heter Jonni. Således sönderfaller drömmen om att förena sina föräldrar. En dag kidnappas Jonni av vargen Blado. Tillsammans med sin trogna vän, den flygande ekorren som heter Julius, kommer de att ge sig ut på ett äventyr på jakt efter Jonni, samtidigt som de accepterar att han har en ny familj.

## Rollista

### Finska röster
- Eric Carlson – Niko
- Juha Veijonen – Raavas
- Kari Ketonen – Spede
- Risto Kaskilahti – Uljas
- Erik Carlson – Niko
- Elina Knihtilä – Oana
- Mikko Kivinen – Julius
- Vuokko Hovatta – Wilma
- Aarre Karén – Tobias
- Riku Nieminen – Lenni
- Juhana Vaittinen – Jonni